# Aérodrome de Pangsuma
L'aérodrome de Pangsuma (code IATA : PSU • code OACI : WIOP) est l'aéroport de la ville de Putussibau, chef-lieu du kabupaten de Kapuas Hulu dans la province de Kalimantan occidental en Indonésie.

## Compagnies et destinations
| Compagnies       | Destinations        |
| ---------------- | ------------------- |
| Garuda Indonesia | Pontianak (Supadio) |
| NAM Air          | Pontianak (Supadio) |
| Susi Air         | Sintang (en)        |
| Wings Air        | Pontianak (Supadio) |

Édité le 08/03/2018